# Riksväg 15, Nederländerna

Sträckningen för nederländska riksväg 15.

Riksväg 15 (Rijksweg 15) i Nederländerna som går mellan Maasvlakte och Enschede. Vägen är bitvis motorväg och bitvis motortrafikled. Vissa delar är också landsväg.
Delen från Rotterdams hamnar till Nijmegen är motorväg A15. Sträckan från Zevenaar till tyska gränsen är motorväg A18.